# Born to Raise Hell (film)
Born to Raise Hell è un film direct-to-video del 2010 diretto da Lauro Chartrand, con protagonista Steven Seagal, che ne è anche l'autore e il produttore.

## Trama
Robert Samuels è un agente dell'Interpol a capo di una task force che opera a Bucarest, con l'obiettivo di fermare il traffico di armi e di droga attraverso i Balcani.

## Produzione
Le riprese di Born to Raise Hell sono iniziate all'inizio del novembre 2009 al Castel Film Studios di Bucarest, e sono durate quattro settimane. Il film è prodotto dalla Voltage Pictures con un budget di dieci milioni di dollari. Il soggetto è di Steven Seagal. Born to Raise Hell è stato pubblicato su DVD il 18 ottobre nel Regno Unito. Negli Stati Uniti è stato pubblicato il 19 aprile 2011.